# Martin Born
Martin Born (* 13. April 1943 in Königsberg; † 16. Mai 2007 in Rübgarten, Landkreis Reutlingen) war ein deutscher Journalist.

## Wirken
Born begann seine journalistische Laufbahn nach einem Studium der Landwirtschaft 1969 beim Landfunk des Süddeutschen Rundfunks (SDR). In den 1970er-Jahren wechselte er in die Redaktion „Landespolitik“ nach Stuttgart. Aufgrund von Recherchen, an denen Born maßgeblich beteiligt war, mussten sowohl 1978 der Ministerpräsident von Baden-Württemberg, Hans Filbinger, als auch 1991 dessen Nachfolger Lothar Späth zurücktreten. Da dies im damaligen SDR zu Verwerfungen mit der CDU-Regierung führte, wechselte Born zum Landesstudio des SWF nach Tübingen und übernahm dort die Leitung der Redaktion. Dort deckte er ferner den Südmilchskandal auf.
Unter seiner Leitung wurde das vierte Programm des SWR (SWR4) (bei der Fusion 1998 zwischen SDR und SWF) eingeführt und er stand dem Sender als Programmchef bis zu seinem Ruhestand Ende 2006 vor.
Als die von ihm erfundene Figur Gärtner Gießbert wurde er in der gleichnamigen Ratgeber-Reihe in Süddeutschland bekannt und trat in diversen Ratgebersendungen (beispielsweise Grünzeug), wie auch in Fernsehserien (Die Fallers, Straße der Lieder) wiederholt auf. In weiteren Episoden als Gießbert machte er auch Computer und Internet für Senioren verständlich.
Born starb am 16. Mai 2007 mit 64 Jahren in seiner Heimat Rübgarten (Gemeinde Pliezhausen).

## Werke
- Die Maultaschen-Connection. Steidl, Göttingen 1992, ISBN 3-882-43220-9.
- Landliebe, Filz und Betrug. Die Südmilchpleite. Campus-Verlag, Frankfurt am Main 1996,  ISBN 978-3593354842.
- Trotz allem heiter. Lesung und Gespräch mit Manfred Rommel (Audio CD). DVA, München 1999, ISBN 3-421-03360-9.
- Mein Name ist Gießbert. Amüsante Beobachtungen. Silberburg-Verlag, Tübingen 2002, ISBN 3-874-07523-0
- Unsere Lieblingsrezepte. Gießbert kocht mit den Landfrauen. Silberburg-Verlag, Tübingen 2005, ISBN 3-874-07710-1.
- Gießberts Gartenbuch. Silberburg-Verlag, Tübingen 2005, ISBN 3-874-07645-8.
- Gießbert und der Pflanzenretter. Silberburg-Verlag, Tübingen 2007, ISBN 1-180-12244-5.

## Auszeichnungen
- 1986 Ernst-Schneider-Preis Hörfunk, Kategorie Große Wirtschaftssendung: „Ein Boß und seine Mode“
- 1990 Ernst-Schneider-Preis Hörfunk, Kategorie Große Wirtschaftssendung: „Ein Manager und sein Unternehmen – Dieter Gallist von der Firma Bauknecht“